# Rathaus (Erfurt)

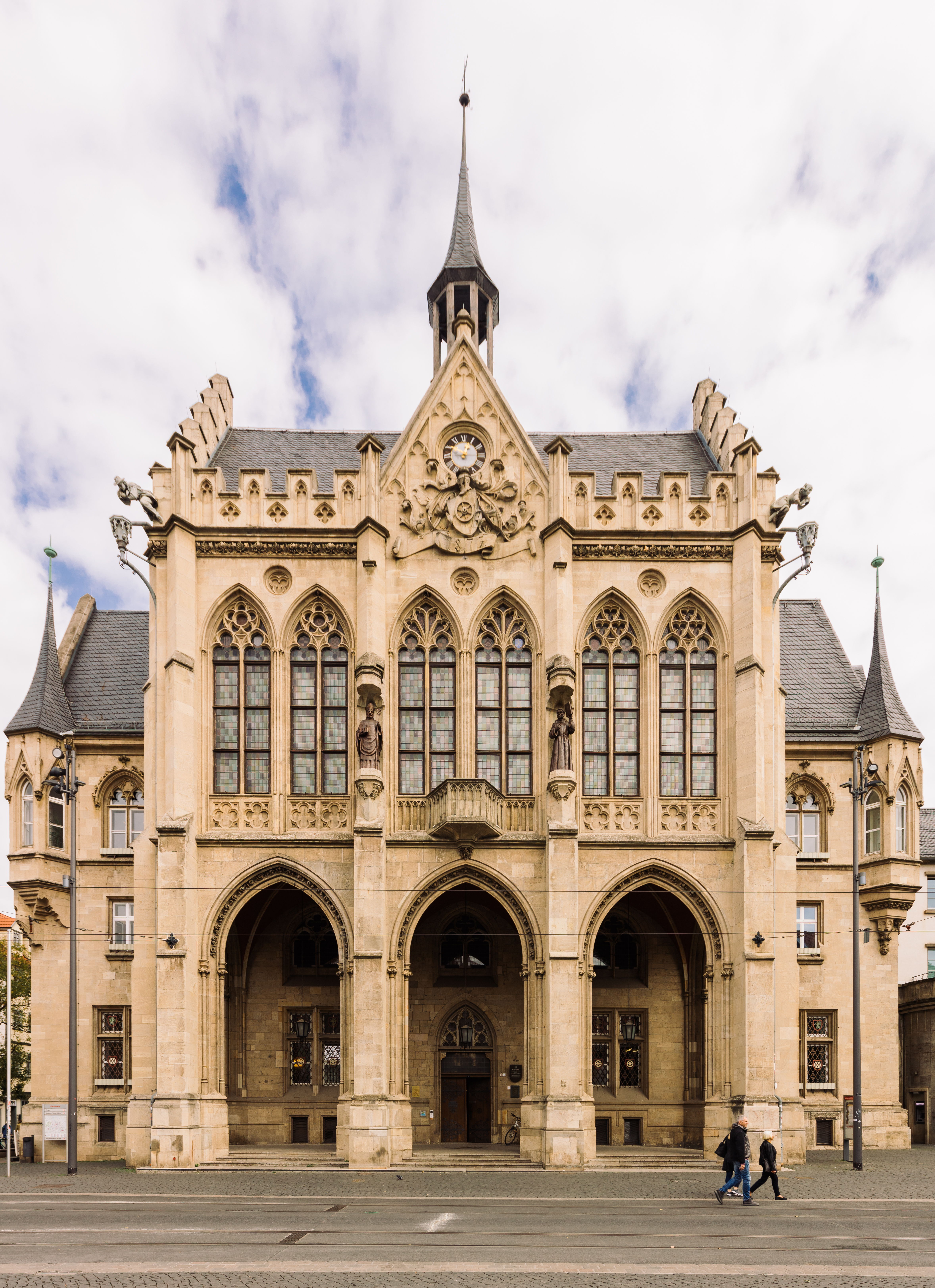
Außenansicht des Erfurter Rathauses (2018)

Das Erfurter Rathaus steht am Fischmarkt in Erfurt. Das Hauptgebäude wurde in den 1870er Jahren in neugotischem Stil erbaut.

## Geschichte
Die Ursprünge des Hauses reichen bis in das 11. Jahrhundert zurück. Das 1275 erstmals erwähnte Rathaus war politisches Herzstück der kommunalen Selbstverwaltung der Mittelaltermetropole vom 13. bis 17. Jahrhundert. Bis 1706 erreichte der Gebäudekomplex die Ausmaße des heutigen Hauptgebäudes.
Im Jahr 1830 wurde damit begonnen, das alte gotische Rathaus abzureißen, als Grund galt nur ein kleinerer Schaden am Dach. 1833 war der preußische Oberbau-Direktor Karl Friedrich Schinkel bei einem Besuch in Erfurt entsetzt über den Abriss des mittelalterlichen Rathausbaus. 1834 gab es einen Entwurf von ihm für ein neues Rathaus, unter Einbeziehung des vorhandenen, markanten Turms von 1330. In diesem wurden über Jahrhunderte die Schätze der Stadt, Geld und Dokumente gelagert. Der Schinkel-Entwurf wurde nicht berücksichtigt. Nach Bereitstellung der finanziellen Mittel begann im Jahr 1869 der Aufbau des neuen Rathauses in seiner heutigen Form im Stil der Neugotik unter dem Architekten Theodor Sommer. Gegen die mit dem Neubau verbundene Beseitigung des alten Turms hatte es Widerstand in der Bevölkerung gegeben. 1875 zogen die ersten Dienststellen ein; die offizielle Einweihung erfolgte am 2. Juni 1882.

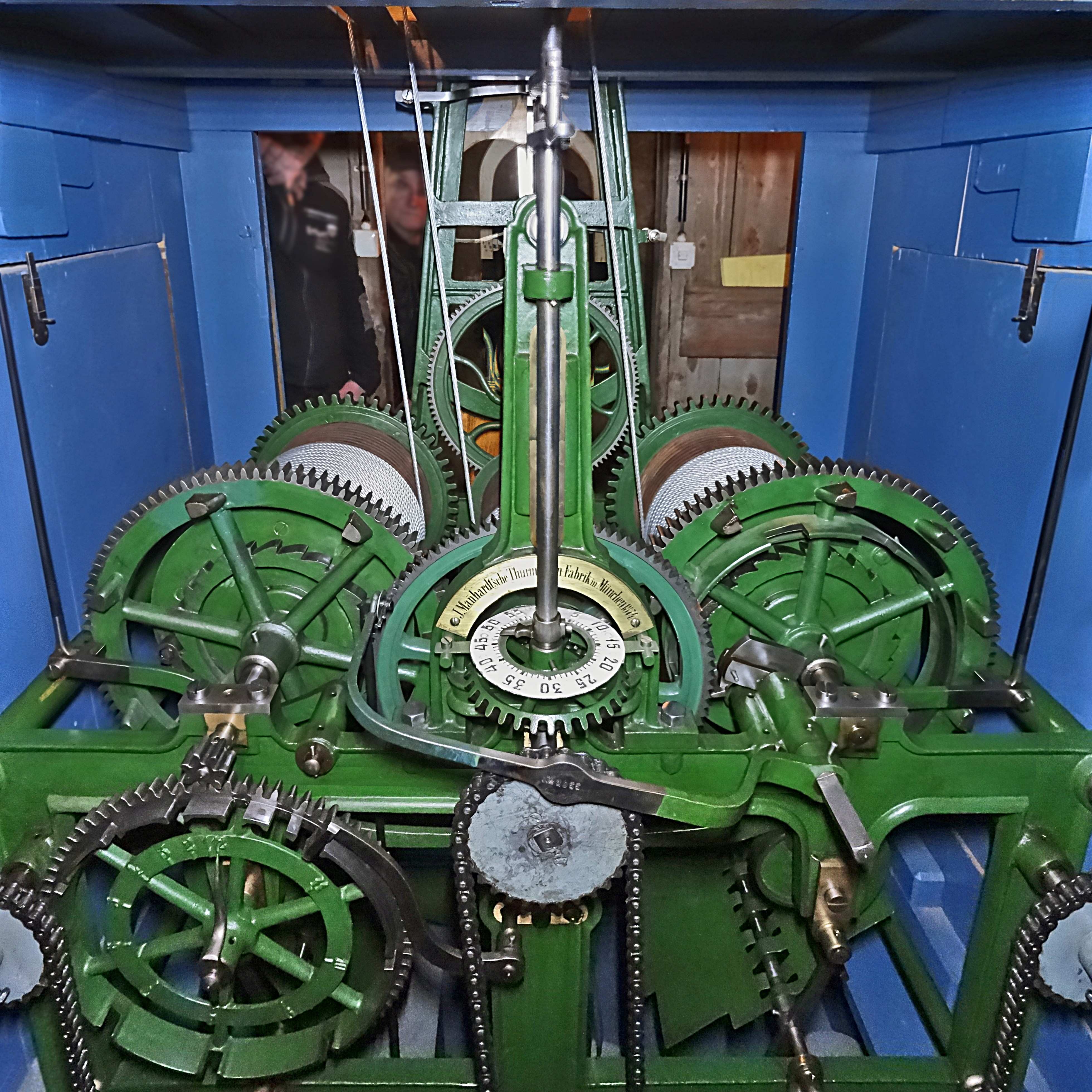
Mannhardts Turmuhrwerk

Im neuen Rathausturm Turm arbeitet zuverlässig das Präzisions-Turmuhrwerk von Johann Mannhardt (München 1874) mit freischwingendem Pendel, denkmalgerecht restauriert und umgerüstet von  Christian Beck (Kölleda).
Das Rathaus verfügt über einen Festsaal, der durch den Historienmaler Johann Peter Theodor Janssen ausgestaltet worden ist und Bilder der Erfurter Geschichte und der Martin Luthers zeigt. Im Festsaal waren (bis 1920) das Goldene Buch der Stadt und ein Ehrenbecher ausgestellt. Das Goldene Buch war im Jahre 1900 aus Anlass eines Erfurt-Besuches von Kaiser Wilhelm II. von den Berliner Hofgoldschmieden Sy und Wagner geschaffen worden. Es wurde 1945 durch die Rote Armee als Trophäe nach Moskau verbracht und kehrte nicht mehr nach Erfurt zurück. Das frühere Goldene Buch wurde durch „Gästebücher“ (in rotem Einband) ersetzt.
Die reich bemalten Treppenhäuser sind für Publikum frei zugänglich und zeigen Werke von Eduard Kaempffer aus den Jahren 1889/96. Darin sind neben Szenen aus der Faust- und der Tannhäusersage auch Geschichten des Grafen von Gleichen dargestellt.
An der Festsaalfront des Rathauses, beidseits des Rathausbalkons, befanden sich seit November 1876 als Sinnbilder der „Wiederaufrichtung des Deutschen Reiches“ Statuen des Kaisers Friedrich I. (Barbarossa/Rotbart) und des Kaisers Wilhelm I. (Barbablanca/Weißbart). Sie waren von Professor Georg Kugel aus Kelheimer Kalkstein gefertigt worden. Die beiden 2,80 Meter hohen Statuen unter kunstvollen Baldachinen sollen am 4. Juli 1945, kurz nach Einmarsch der Roten Armee in Erfurt, von ihren Sockeln gestürzt worden und zerschellt sein. Im Stadtarchiv Erfurt findet sich jedoch das Protokoll einer Sitzung des Erfurter Stadtrats vom 6. Juni 1950, in dem es heißt: „Die Figuren über dem Rathauseingang am Festsaal sind zu entfernen“. Unterzeichnet hat auch ein Vertreter des Oberbürgermeisters Georg Boock. Über Jahrzehnte blieben die früheren Standorte der Kaiserstatuen leer. Als Spende des Rotary-Clubs Erfurt wurden im Juni und im November 2017  Bronzefiguren von Bonifatius und Martin Luther an deren Stelle gesetzt.
Drei Leuchterträger von Georg Kugel, die verschollen sind, zierten den Treppenaufgang des Rathauses. Außerdem fertigte er zwei Wasserspeier aus Zink, eine männliche Figur unter dem Balkon und das Erfurter Stadtwappen im Schmuckgiebel.
1904/05 wurde das Rathaus-Hauptgebäude um den Rathaus-Hinterbau (mit Dachreiter) ergänzt.
Ab 1933 erfolgten nach Entwürfen von Johannes Klass weitere umfangreiche Anbauten an das Rathaus, zusammen mit dem Neubau einer Sparkasse am Fischmarkt im Stil der Neuen Sachlichkeit.
Um den 10./11. April 1945 erlitt das Rathaus Zerstörungen durch amerikanischen Artilleriebeschuss. Der Turm und das Dach mit seinen reich verzierten Aufbauten wurden in schlichterer Form erneuert. Die Nordfassade wurde im Dachbereich ebenfalls einfacher gestaltet. Zur DDR-Zeit hat man die Arkaden der Nordseite „aus Sicherheitsgründen“ zugebaut. Nach deren Öffnung im Herbst 1991 erlebten die jüngeren Erfurter zum ersten Mal ihre architektonische Wirkung.

## Bilder

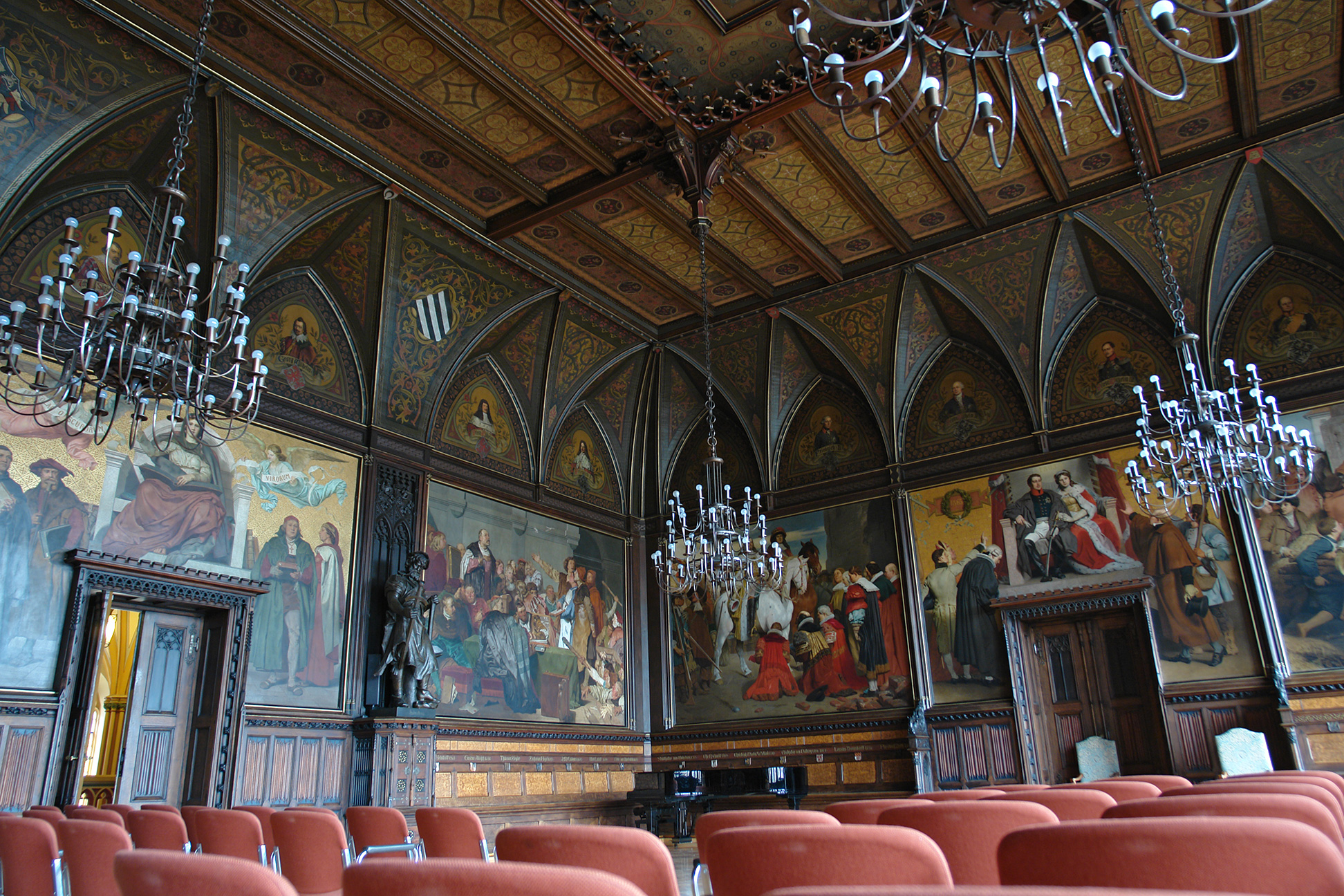
Festsaal
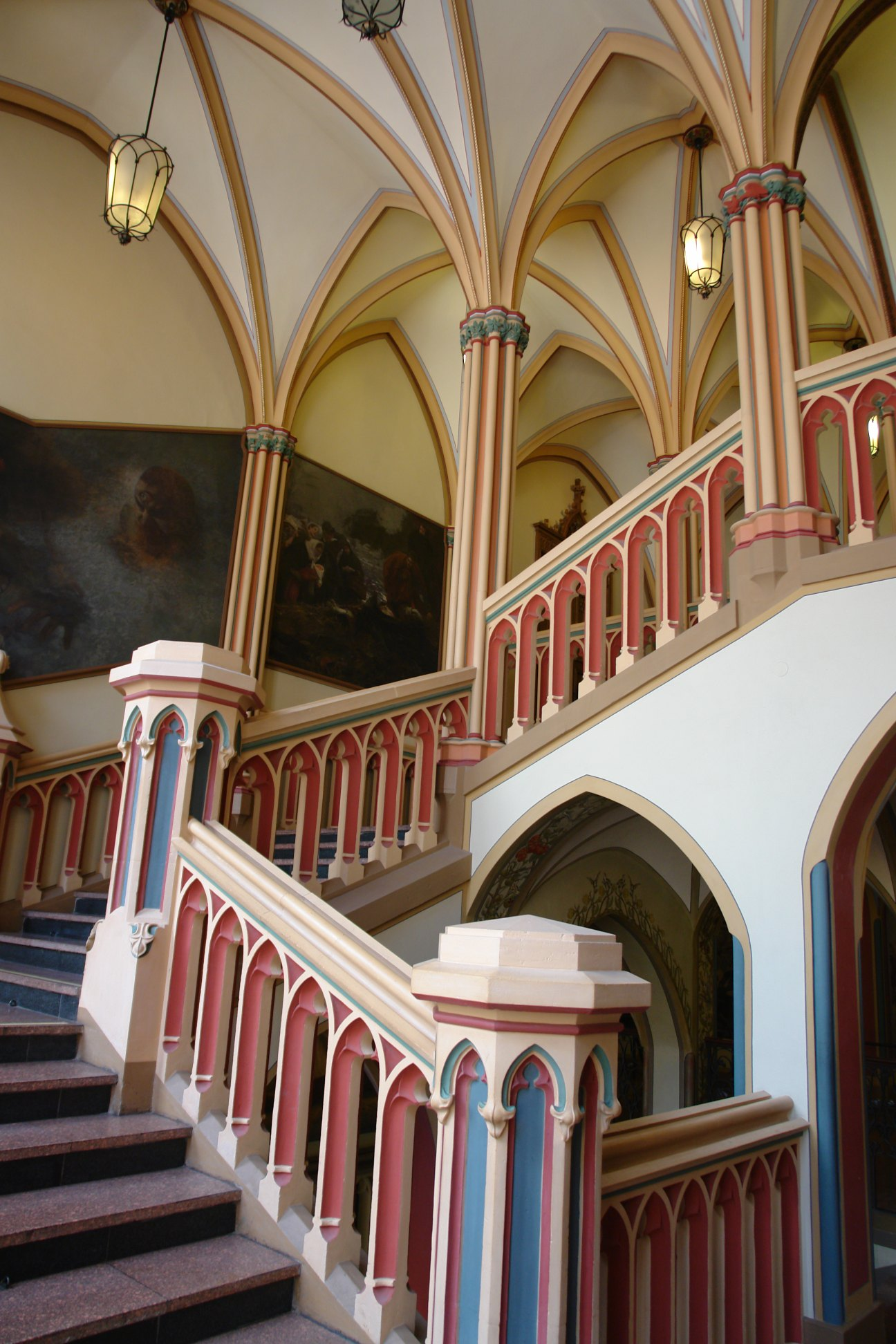
Treppenhaus
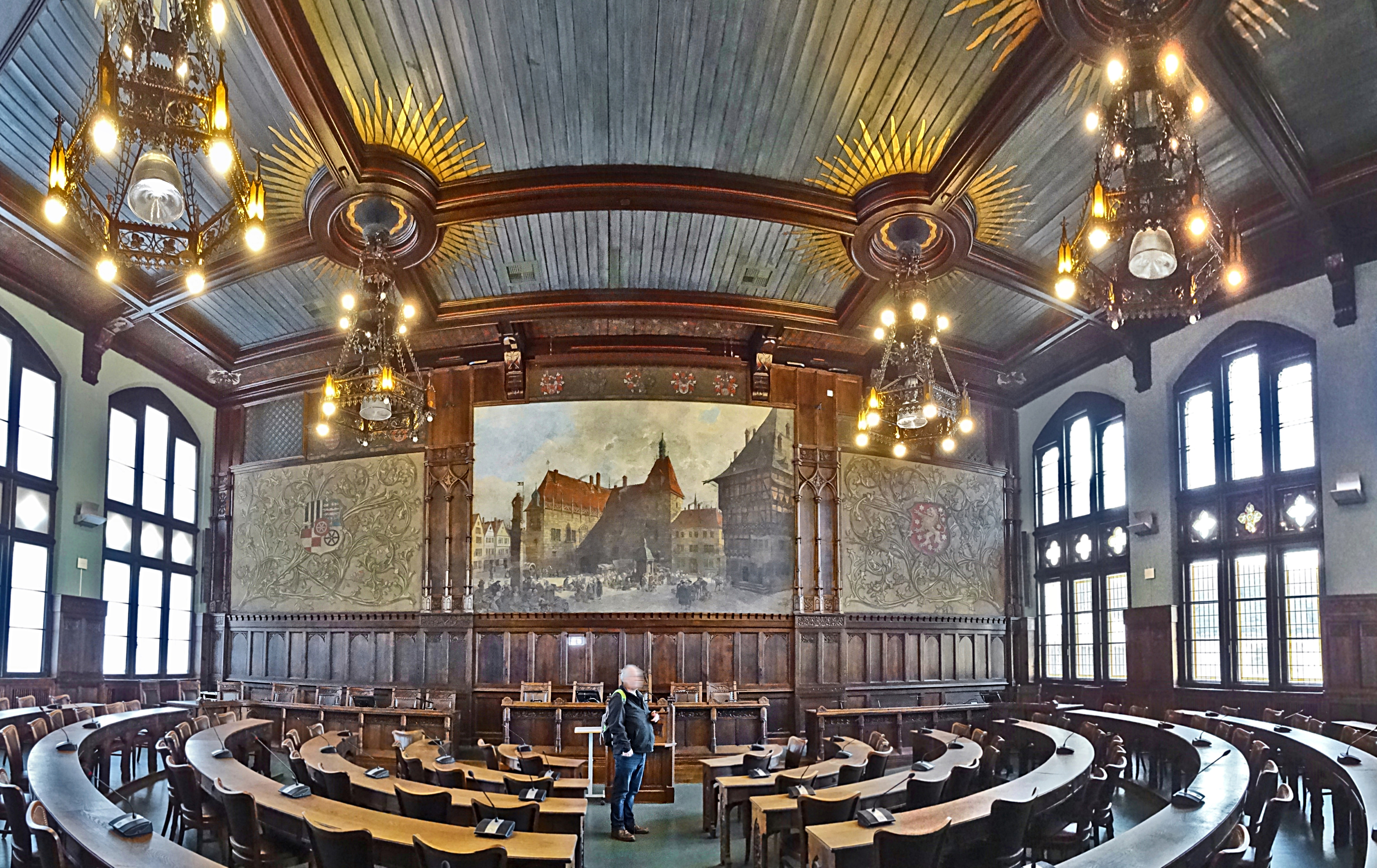
Ratssitzungssaal mit historischem Wandgemälde des alten Rathauses um 1720
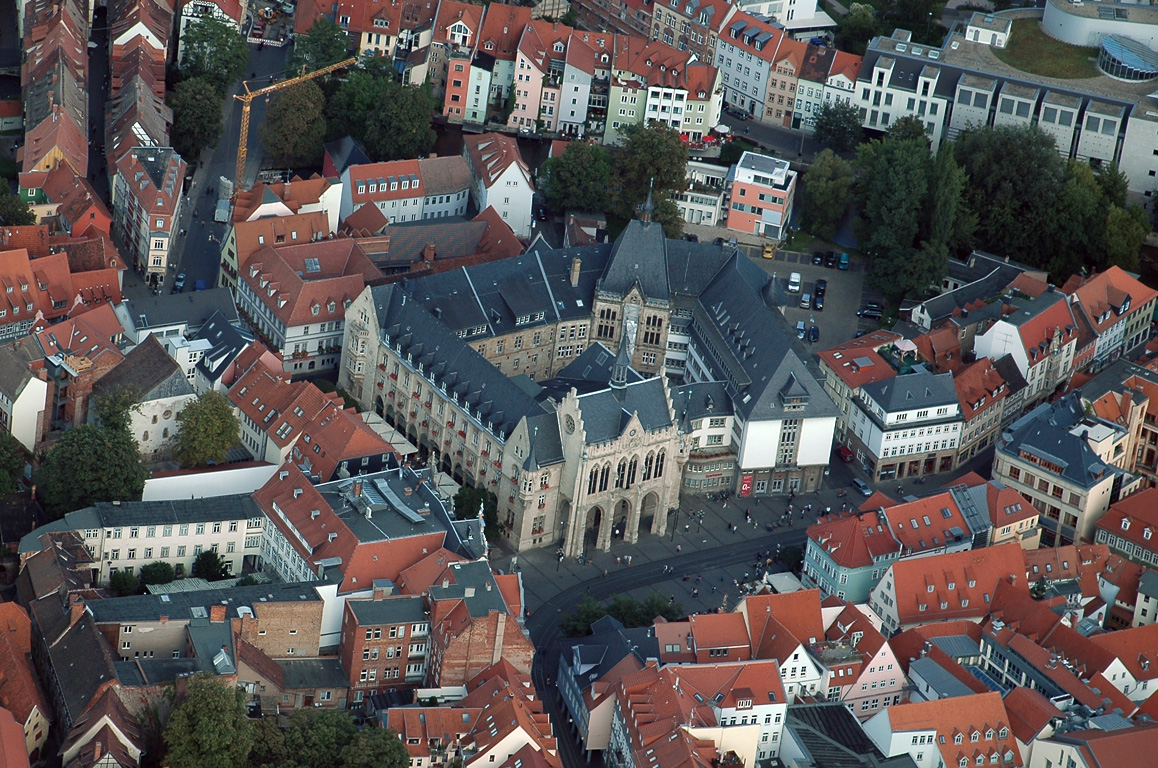
Luftbild
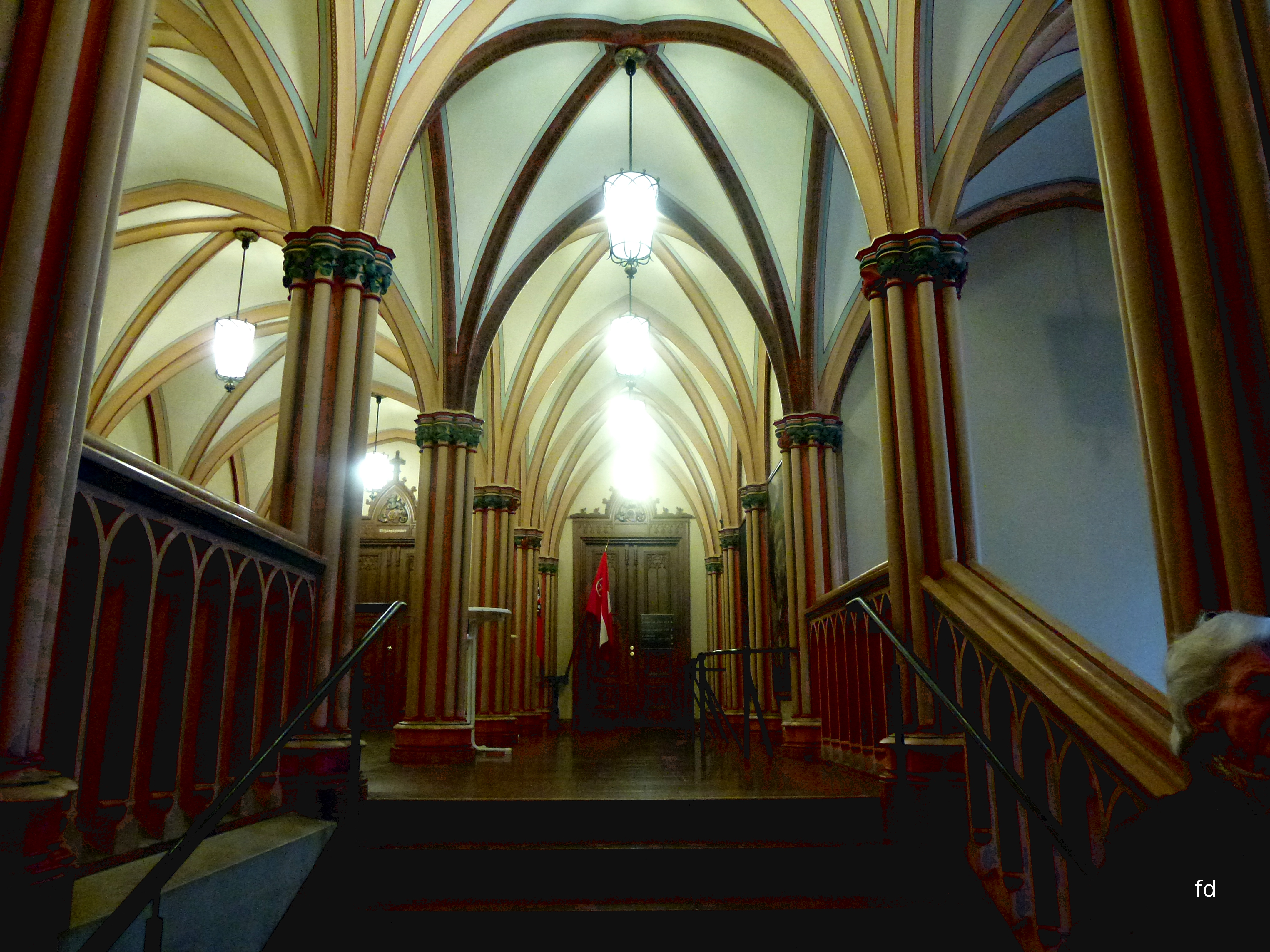
Treppenhaus
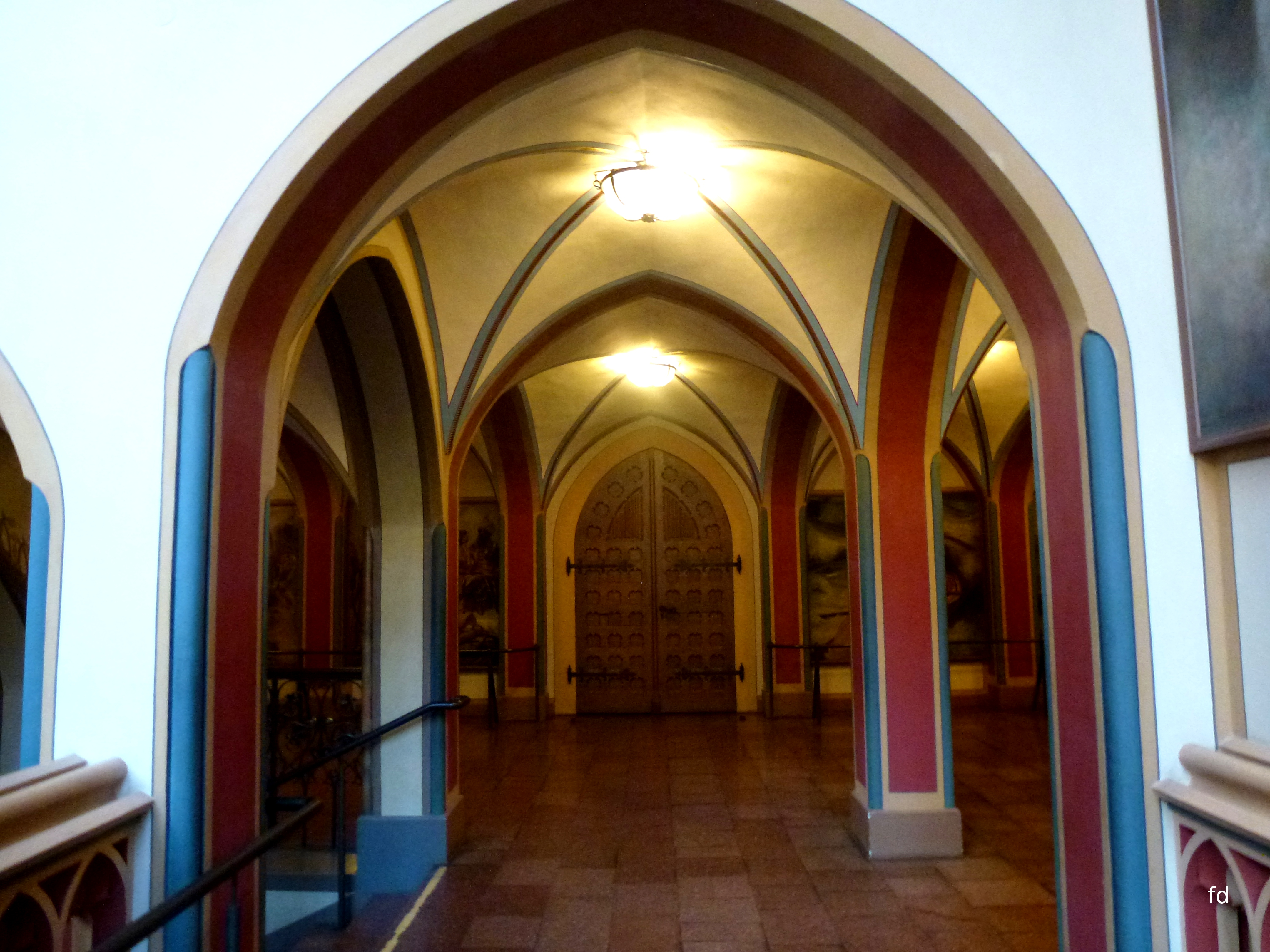
Eingang zum Festsaal